# 僕らが愚かだなんて誰が言った
「僕らが愚かだなんて誰が言った」（ぼくらがおろかだなんてだれがいった）は、DIALOGUE+の楽曲で、5枚目のシングルである。作詞・作曲は田淵智也（UNISON SQUARE GARDEN）、編曲はkz（livetune）が担当している。2022年4月13日にポニーキャニオンから発売。

## 概要
表題曲はテレビアニメ『骸骨騎士様、只今異世界へお出掛け中』エンディングテーマとして使用された。
初回盤には特典としてフルカラーブックレットとBlu-rayが収録。

## 収録曲
| #         | タイトル                                       | 作詞                     | 作曲      | 編曲           | 時間  |
| --------- | ---------------------------------------------- | ------------------------ | --------- | -------------- | ----- |
| 1.        | 「僕らが愚かだなんて誰が言った」               | 田淵智也                 | 田淵智也  | kz（livetune） | 4:26  |
| 2.        | 「パンケーキいいな」                           | 大胡田なつき（パスピエ） | Akki      | Akki           | 3:07  |
| 3.        | 「僕らが愚かだなんて誰が言った」(TVサイズ)     |                          |           |                | 1:33  |
| 4.        | 「僕らが愚かだなんて誰が言った」(Instrumental) |                          |           |                | 4:26  |
| 5.        | 「パンケーキいいな」(Instrumental)             |                          |           |                | 3:07  |
| 合計時間: | 合計時間:                                      | 合計時間:                | 合計時間: | 合計時間:      | 16:39 |

| #  | タイトル                                                         | 作詞 | 作曲・編曲 |
| -- | ---------------------------------------------------------------- | ---- | ---------- |
| 1. | 「僕らが愚かだなんて誰が言った」(MV)                             |      |            |
| 2. | 「僕らが愚かだなんて誰が言った」(ダンスオンリーエディットビデオ) |      |            |
| 3. | 「僕らが愚かだなんて誰が言った」(MVメイキング)                   |      |            |
| 4. | 「「フラフラ」」(ライブ映像（3公演分）)                          |      |            |